# SN 2002je
SN 2002je – supernowa typu II odkryta 20 listopada 2002 roku w galaktyce A002722+2410. W momencie odkrycia miała maksymalną jasność 17,70m.